# 호크키르히 전투
호크키르히 전투는 1758년 10월 14일 벌어진 7년 전쟁의 전투 중 하나로 프리드리히 대왕이 지휘하는 31,000명의 프로이센군과 레오폴트 요제프 그라프 다운(Leopold Josef Graf Daun) 원수가 지휘하는 오스트리아군 80,000명이 교전하였다. 전투는 작센의 바우젠(Bautzen)에서 동쪽으로 9km 떨어진 호크키르히(Hochkirch) 근교에서 벌어졌다.
프리드리히의 군세는 동쪽을 바라보는 형태로 진형을 펼쳤고, 우익은 호크키르히 마을 앞쪽에 배치되었다. 야간의 기습행군(Camisado)을 통해 다운 원수는 프리드리히 대왕이 지휘하는 프로이센군의 우익을 찔렀고, 프로이센군을 호크키르히 언덕에서 몰아냈다. 이로 인해 프로이센군은 퇴각할 수밖에 없었다.
프로이센군은 9,000명의 피해를 입었고, 오스트리아군은 8,300명의 피해를 입었다. 호크키르히의 패전은 쿠너스도르프(Kunersdorf), 콜린(Kolin)과 함께 프리드리히 대왕이 겪은 최악의 패전 3개 중 하나로 여겨진다. 아이러니컬하게도 다운 원수는 프리드리히 대왕이 창안한 사선 대형(oblique order)을 응용하여 프로이센군을 격파하였다.